# Rotan
Rotan – miasto w Stanach Zjednoczonych, w stanie Teksas, w hrabstwie Fisher.